# Japan Cup 2004 (ciclismo)
La Japan Cup 2004, tredicesima edizione della corsa, si svolse il 24 ottobre 2004 su un percorso di 151,3 km. Fu vinta dal tedesco Patrik Sinkewitz al traguardo con il tempo di 4h01'30" alla media di 37,59 km/h

## Ordine d'arrivo (Top 10)
| Pos. | Corridore            | Squadra       | Tempo    |
| ---- | -------------------- | ------------- | -------- |
| 1    | Patrik Sinkewitz     | Quick Step    | 4h01'30" |
| 2    | Damiano Cunego       | Saeco         | a 1"     |
| 3    | Manuel Quinziato     | Lampre        | a 44"    |
| 4    | Sylvester Szmyd      | Saeco         | a 46"    |
| 5    | Leonardo Bertagnolli | Saeco         | a 48"    |
| 6    | Bram Tankink         | Quick Step    | a 1'59"  |
| 7    | Marco Marzano        | Lampre        | s.t.     |
| 8    | Fabian Jeker         | Saunier Duval | a 2'00"  |
| 9    | Juan José Cobo       | Saunier Duval | a 2'10"  |
| 10   | Tomoya Kano          | Shimano       | a 2'20"  |